# Пелья, Гидо
Ги́до Пе́лья (итал. Guido Pella; род. 17 мая 1990 года в Баия-Бланке, Аргентина) — аргентинский теннисист; победитель одного турнира ATP в одиночном разряде, обладатель Кубка Дэвиса 2016 года в составе сборной Аргентины.

## Общая информация
Гидо — один из трёх детей Карлоса и Чары Пельи; его сестёр зовут Каталина Каталина и Соль. Отец семейства работает теннисным тренером и постепенно приучил к игре и своих детей: Гидо и Каталина в итоге доросли до профессионального тура. Каталина входила в топ-200 мирового рейтинга.
Аргентинец впервые попробовал себя в теннисе в пять лет; его любимые покрытия — хард и грунт (при этом по статистике больше побед одержал на грунте), а лучший удар — бэкхенд.

## Спортивная карьера

### Начало карьеры
Первую победу на турнире серии «фьючерс» Пелья одержал в июле 2008 года. К началу 2012 года в активе аргентинца было 7 титулов в одиночном и 8 в парном разряде на «фьючерсах» в Южной Америке. Следующим шагом в развитии карьеры для Гидо стал первый выигрыш турнира из серии «челленджер» в марте 2012 года в Эквадоре. В августе Пелья дебютировал на турнирах серии Большого шлема, пройдя через квалификацию на Открытый чемпионат США. В первом матче на столь высоком уровне он проиграл россиянину Николаю Давыденко в четырёх сетах. До конца сезона Пелья выиграл ещё три «челленджера», в том числе итоговый турнир серии, и по итогам сезона 2012 года вошёл в топ-100 мирового рейтинга.
В мае 2013 года, начав с квалификации, Пелья смог выйти в полуфинал турнира АТП в Дюссельдорфе и впервые обыграть теннисиста из топ-10 (во втором раунде № 10 в мире на тот момент Янко Типсаревича). На Открытом чемпионате Франции он смог выиграть первый матч в основной сетке Большого шлема и сразиться во втором раунде с лидером мирового рейтинга Новаком Джоковичем, которому аргентинец проиграл по итогу, взяв всего четыре гейма. Осенью Гидо выиграл один «челленджер», но по итогам сезона покинул первую сотню рейтинга.
В 2014 году результаты Пельи ухудшились и он даже покинул на время пределы второй сотни одиночного рейтинга, но победа на «челленджере» в Перу в конце сезона позволила Гидо вернуться в топ-200. В 2015 году Пелье удалось выиграть по хожу сезона сразу пять «челленджеров» и вернуть себе позицию в первой сотне одиночного рейтинга.

### 2016—2018

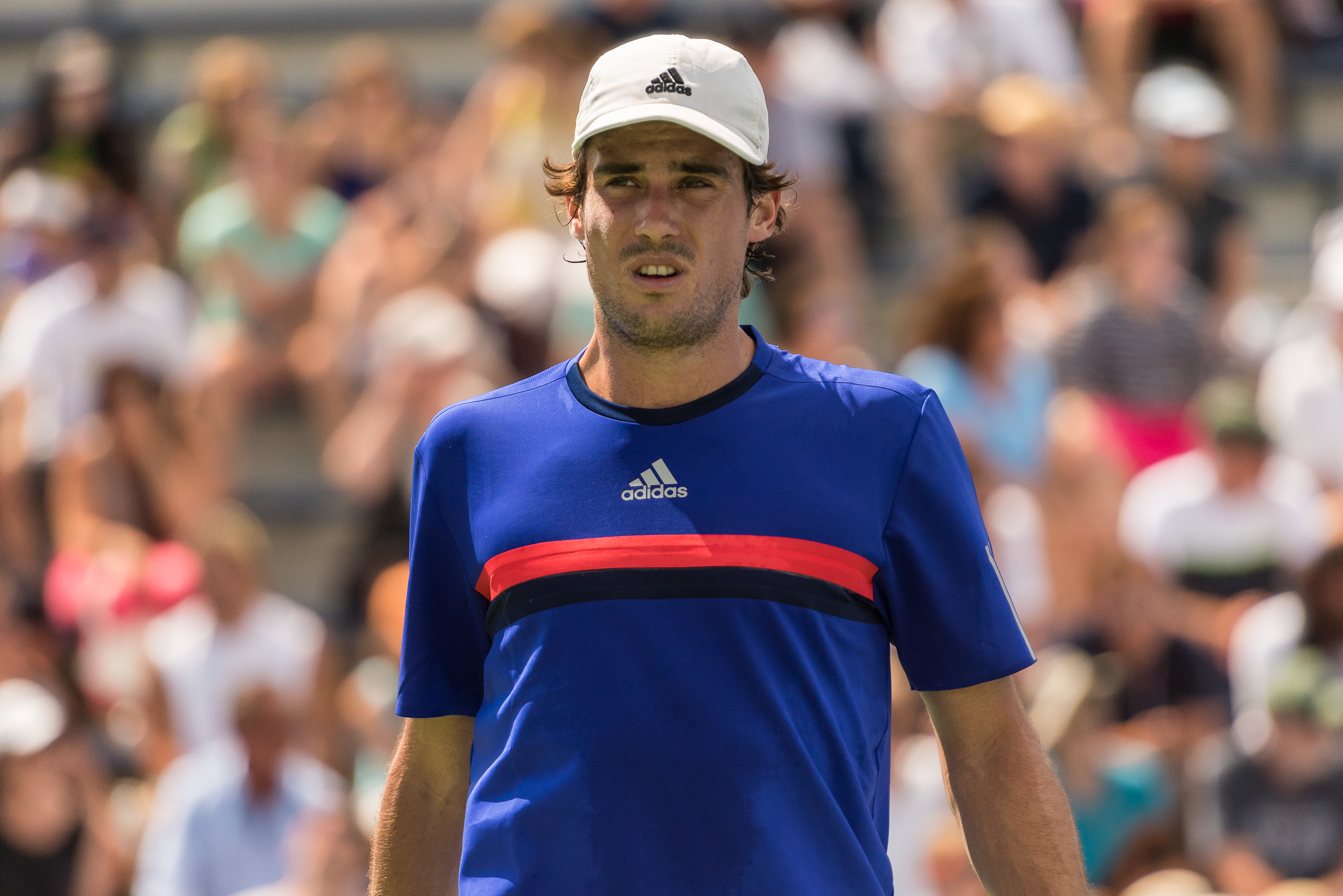
Пелья на Открытом чемпионате США 2015 года

В феврале 2016 года аргентинец смог выйти в свой дебютный финал в Мировом туре. Произошло это на турнире в Рио-де-Жанейро, где в матче за главный приз соревнований он проиграл уругвайцу Пабло Куэвасу со счётом 4-6, 7-6(5), 4-6. Результат достигнутый в Рио, позволил Пелье войти в топ-50 мирового рейтинга, а также получить приглашение выступить за сборную Аргентины в Кубке Дэвиса. Весной того же года Гидо два раза сыграл в четвертьфинале на турнирах АТП: в Бухаресте и Ницце. Летом Пелья стал участником на Олимпийских игр в Рио-де-Жанейро, но покинул соревнования уже в первом раунде, проиграв Филиппу Кольшрайберу. Гидо на протяжении сезона играл за Аргентину в Кубке Дэвиса и помог команде пройти в финал, в котором она победила сборную Хорватии и стала обладателем престижного командного кубка.
Лучшим результатом на старте сезона 2017 года для Пельи стал выход в 1/4 финала в Сан-Паулу. В начале мая, начав с квалификации, аргентинец сумел выйти в финал грунтового турнира в Мюнхене, в котором проиграл Александру Звереву — 4-6, 3-6. В июле он выиграл «челленджер» в Милане и вернулся в рейтинге в первую сотню. В августе Гидо выиграл ещё один «челленджер» в Колумбии. Осенью он прошёл в полуфинал турнира АТП в Чэнду, где на стадии второго раунда переиграл № 7 в мире Доминика Тима (6-3, 7-6).
В январе 2018 года Пелья вышел в полуфинал турнира в Дохе. В феврале он сыграл в 1/4 финала в Сан-Паулу, в апреле вышел в ту же стадию на турнире в Хьюстоне, а в мае в Женеве. В июне на траве в Штутгарте Гидо также вышел в четвертьфинал. В июле на Уимблдонском турнире во втором раунде он одержал победу над пятой ракеткой мира Марином Чиличем в пяти сетах и впервые вышел в третий раунд на турнирах серии Большого шлема.
После Уимблдона 2018 года Пелья дошёл до финала грунтового турнира в Умаге, где уступил итальянцу Марко Чеккинато в двух сетах 2-6, 6-7(4). На Открытом чемпионате США его результатом стал выход в третий раунд. В ноябре Гидо выиграл «челленджер» в Монтевидео, обыграв в финале соотечественника Карлоса Берлока в трёх сетах.

### 2019—2023
В феврале 2019 года Пелья вышел в свой четвёртый финал в Мировом туре — на этот раз на турнире в Кордове, но в очередной раз проиграл его (Хуану Игнасио Лондеро — 6-3, 5-7, 1-6). Затем он дошёл до полуфинала турнира в Буэнос Айресе, в котором проиграл Марко Чеккинато. В начале марта Пелья, наконец-то, выиграл свой дебютный титул АТП, победив на турнире в Сан-Паулу. В финале он обыграл чилийца Кристиана Гарина со счётом 7-5, 6-3.
В апреле на турнире серии Мастерс в Монте-Карло Гидо смог пройти в стадию 1/4 финала. Затем такого же результата он достиг на турнире в Барселоне. В мае 2019 года Пелья участвовал в мастерсе в Мадриде, где в мужском парном разряде вместе с португальцем Жуаном Соуза дошёл до полуфинала. На турнире в Мюнхене его результатом стал выход в четвертьфинал. На Открытом чемпионате Франции Пелья удачно сыграл в парном разряде, дойдя до полуфинала в партнёрстве с Диего Шварцманом.
Пелья хорошо сыграл на Уимблдонском турнире 2019 года. Ему удалось выйти впервые в четвертьфинал Большого шлема, а по пути к нему аргентинец переиграл двух финалистов этого турнира разных лет: прошлогоднего — Кевина Андерсона (6-4, 6-3, 7-6) в третьем раунде и финалиста 2016 года Милоша Раонича (3-6, 4-6, 6-3, 7-6, 8-6) в четвёртом. Летом Гидо вышел в полуфинал турнира в Кабо-Сан-Лукасе и перед Открытым чемпионатом США впервые поднялся в топ-20 мирового рейтинга.
В октябре 2019 года Пелья вышел в полуфинал турнира в Антверпене, но проиграл будущему победителю, британцу Энди Маррею, в трёх сетах. В ноябре он выступил за сборную Аргентины в финальном турнире Кубка Дэвиса и дошёл со своей командой до четвертьфинала. По итогам 2019 года он занял 25-е место в одиночном рейтинге.
2020 год Пелья начал с выступления на новом командном турнире Кубок ATP и с командой Аргентины вышел в четвертьфинал. На Открытом чемпионате Австралии он впервые вышел в третий раунд. В феврале Гидо сыграл в четвертьфинале домашнего турнира в Буэнос Айресе. Далее Пелья не показывал сильных результатов. 2022 год он пропустил полностью из-за травмы колена. В июле 2023 года он вышел в третий раунд Уимблдонского турнира. В сентябре 2023 года он заявил о завершение теннисной карьеры.

## Рейтинг на конец года
| Год  | Одиночный рейтинг | Парный рейтинг |
| 2023 | 192               | 420            |
| 2022 |                   | 989            |
| 2021 | 74                | 151            |
| 2020 | 43                | 71             |
| 2019 | 25                | 58             |
| 2018 | 58                | 136            |
| 2017 | 64                | 816            |
| 2016 | 80                | 209            |
| 2015 | 74                | 201            |
| 2014 | 155               | 155            |
| 2013 | 118               | 396            |
| 2012 | 97                | 186            |
| 2011 | 346               | 503            |
| 2010 | 420               | 348            |
| 2009 | 318               | 335            |
| 2008 | 516               | 617            |
| 2007 | 586               |                |

## Выступления на турнирах

### Финалы турниров ATP в одиночном разряде (5)

#### Победы (1)
| Легенда                     |
| --------------------------- |
| Турниры Большого шлема (0)* |
| Итоговый турнир ATP (0)     |
| Мастерс (0)                 |
| АТР 500 (0)                 |
| АТР 250 (1)                 |

| Титулы по покрытиям | Титулы по месту проведения матчей турнира |
| ------------------- | ----------------------------------------- |
| Хард (0)*           | Зал (1)                                   |
| Грунт (1)           | Зал (1)                                   |
| Трава (0)           | Открытый воздух (0)                       |
| Ковёр (0)           | Открытый воздух (0)                       |

* количество побед в одиночном разряде.
| №  | Дата         | Турнир              | Покрытие    | Соперник в финале | Счёт    |
| 1. | 3 марта 2019 | Сан-Паулу, Бразилия | Грунт (зал) | Кристиан Гарин    | 7-5 6-3 |

#### Поражения (4)
| №  | Дата            | Турнир                   | Покрытие | Соперник в финале    | Счёт           |
| 1. | 21 февраля 2016 | Рио-де-Жанейро, Бразилия | Грунт    | Пабло Куэвас         | 4-6 7-6(5) 4-6 |
| 2. | 7 мая 2017      | Мюнхен, Германия         | Грунт    | Александр Зверев     | 4-6 3-6        |
| 3. | 22 июля 2018    | Умаг, Хорватия           | Грунт    | Марко Чеккинато      | 2-6 6-7(4)     |
| 4. | 10 февраля 2019 | Кордова, Аргентина       | Грунт    | Хуан Игнасио Лондеро | 6-3 5-7 1-6    |

### Финалы челленджеров и фьючерсов в одиночном разряде (25)

#### Победы (20)
| Условные обозначения |
| Челленджеры (13+6)*  |
| Фьючерсы (7+8)       |

| Титулы по покрытиям | Титулы по месту проведения матчей турнира |
| ------------------- | ----------------------------------------- |
| Хард (2)*           | Зал (1)                                   |
| Грунт (18+14)       | Зал (1)                                   |
| Трава (0)           | Открытый воздух (19+14)                   |
| Ковёр (0)           | Открытый воздух (19+14)                   |

* количество побед в одиночном разряде + количество побед в парном разряде.
| №   | Дата             | Турнир                             | Покрытие   | Соперник в финале       | Счёт              |
| 1.  | 19 июля 2008     | Трухильо, Перу                     | Грунт      | Хуан Мануэль Валверде   | 6-0 6-4           |
| 2.  | 18 апреля 2009   | Жужуй, Аргентина                   | Грунт      | Гильермо Ривера Арангис | 6-3 6-4           |
| 3.  | 30 августа 2009  | Санта-Крус-де-ла-Сьерра, Боливия   | Грунт      | Гастон Джуссани         | 4-6 6-2 6-2       |
| 4.  | 6 сентября 2009  | Кочабамба, Боливия                 | Грунт      | Арнау Брюгес Дави       | 6-2 6-7(3) 7-6(5) |
| 5.  | 28 ноября 2009   | Корриентес, Аргентина              | Грунт      | Лионель Новиски         | 6-3 6-0           |
| 6.  | 17 июля 2010     | Корриентес, Аргентина              | Грунт      | Марко Трунгеллити       | 3-6 6-1 6-2       |
| 7.  | 1 октября 2011   | Кочабамба, Боливия                 | Грунт      | Хуан Игнасио Лондеро    | 6-4 6-3           |
| 8.  | 4 марта 2012     | Салинас, Эквадор                   | Грунт      | Паоло Лоренци           | 1-6 7-5 6-3       |
| 9.  | 4 августа 2012   | Манта, Эквадор                     | Хард       | Максимилиано Эстевес    | 6-4 7-5           |
| 10. | 23 сентября 2012 | Кампинас, Бразилия                 | Грунт      | Леонардо Кирши          | 6-4 6-0           |
| 11. | 1 декабря 2012   | Финал Мирового тура ATP Challenger | Хард (зал) | Адриан Унгур            | 6-3 6-7(4) 7-6(4) |
| 12. | 6 октября 2013   | Сан-Паулу, Бразилия                | Грунт      | Факундо Аргуэльо        | 6-1 6-0           |
| 13. | 23 ноября 2014   | Лима, Перу                         | Грунт      | Джейсон Каблер          | 6-2 6-4           |
| 14. | 5 апреля 2015    | Сан-Луис-Потоси, Мексика           | Грунт      | Джеймс Макги            | 6-3 6-3           |
| 15. | 3 мая 2015       | Сан-Паулу, Бразилия                | Грунт      | Кристиан Линделл        | 7-5 7-6(1)        |
| 16. | 4 октября 2015   | Порту-Алегри, Бразилия             | Грунт      | Диего Шварцман          | 6-3 7-6(5)        |
| 17. | 22 ноября 2015   | Монтевидео, Уругвай                | Грунт      | Иньиго Сервантес Уэгун  | 7-5 2-6 6-4       |
| 18. | 2 июля 2017      | Милан, Италия                      | Грунт      | Федерико Дельбонис      | 6-2 2-1 — отказ   |
| 19. | 12 августа 2017  | Флоридабланка, Колумбия            | Грунт      | Факундо Аргуэльо        | 6-2 6-4           |
| 20. | 11 ноября 2018   | Монтевидео, Уругвай                | Грунт      | Карлос Берлок           | 6-3 3-6 6-1       |

#### Поражения (6)
| №  | Дата             | Турнир                     | Покрытие | Соперник в финале     | Счёт           |
| 1. | 12 августа 2007  | Лима, Перу                 | Грунт    | Матиас Сильва         | 6-7(6) 6-1 4-6 |
| 2. | 30 сентября 2007 | Ла-Пас, Боливия            | Грунт    | Гильермо Карри        | 5-7 3-6        |
| 3. | 8 ноября 2008    | Баия-Бланка, Аргентина     | Грунт    | Марко Трунгеллити     | 1-6 2-6        |
| 4. | 9 мая 2009       | Вилья-дель-Дуке, Аргентина | Грунт    | Хуан Мануэль Валверде | 3-6 6-2 3-6    |
| 5. | 26 ноября 2011   | Гуаякиль, Эквадор          | Грунт    | Маттео Виола          | 4-6 1-6        |
| 6. | 17 мая 2015      | Хайльбронн, Германия       | Грунт    | Александр Зверев      | 1-6 6-7(7)     |

### Финалы челленджеров и фьючерсов в парном разряде (24)

#### Победы (14)
| №   | Дата            | Турнир                           | Покрытие | Партнёр          | Соперники в финале                         | Счёт                  |
| 1.  | 1 ноября 2008   | Буэнос-Айрес, Аргентина          | Грунт    | Андрес Молтени   | Алехандро Кон Гонсало Тур                  | 4-6 6-3 [10-8]        |
| 2.  | 16 ноября 2008  | Неукен, Аргентина                | Грунт    | Андрес Молтени   | Гильермо Буйневич Николас Хара Лосано      | 6-3 5-7 [14-12]       |
| 3.  | 6 декабря 2008  | Сан-Мигель-де-Тукуман, Аргентина | Грунт    | Андрес Молтени   | Гастон Артуро Гримолицци Диего Кристин     | 6-7(6) 7-6(13) [10-6] |
| 4.  | 2 мая 2009      | Арройито, Аргентина              | Грунт    | Андрес Молтени   | Герман Гайч Гильермо Дуран                 | 6-2 6-4               |
| 5.  | 30 августа 2009 | Санта-Крус-де-ла-Сьерра, Боливия | Грунт    | Диего Кристин    | Гастон Джуссани Хоакин Хесус Монтеферрарио | 6-1 6-1               |
| 6.  | 28 ноября 2009  | Корриентес, Аргентина            | Грунт    | Андрес Молтени   | Хонатан Гонсалия Алехандро Фаббри          | 6-1 6-3               |
| 7.  | 1 октября 2011  | Кочабамба, Боливия               | Грунт    | Серхио Гальдос   | Маурисио Дориа Медина Федерико Себальос    | 6-3 6-2               |
| 8.  | 8 октября 2011  | Санта-Крус-де-ла-Сьерра, Боливия | Грунт    | Серхио Гальдос   | Фелипе Соарес Талес Турини                 | 3-6 6-2 [10-8]        |
| 9.  | 15 апреля 2012  | Перейра, Колумбия                | Грунт    | Мартин Алунд     | Себастьян Декуд Рубен Рамирес Идальго      | 6-3 2-6 [10-5]        |
| 10. | 20 апреля 2014  | Сан-Паулу, Бразилия              | Грунт    | Диего Шварцман   | Максимо Гонсалес Андрес Мольтени           | 1-6 6-3 [10-4]        |
| 11. | 15 ноября 2014  | Гуаякиль, Эквадор                | Грунт    | Максимо Гонсалес | Пере Риба Хорди Сампер Монтанья            | 2-6 7-6(3) [10-5]     |
| 12. | 23 ноября 2014  | Лима, Перу                       | Грунт    | Серхио Гальдос   | Марсело Демолинер Роберто Майтин           | 6-3 6-1               |
| 13. | 15 марта 2015   | Сантьяго, Чили                   | Грунт    | Андрес Молтени   | Максимо Гонсалес Андреа Кольярини          | 7-6(7) 3-6 [10-4]     |
| 14. | 31 мая 2015     | Виченца, Италия                  | Грунт    | Факундо Багнис   | Федерико Гайо Сальваторе Карузо            | 6-2 6-4               |

#### Поражения (10)
| №   | Дата             | Турнир                   | Покрытие | Партнёр         | Соперники в финале                        | Счёт           |
| 1.  | 19 июля 2008     | Трухильо, Перу           | Грунт    | Серхио Гальдос  | Матиас Сильва Маурисио Эчасу              | 6-2 1-6 [7-10] |
| 2.  | 18 апреля 2009   | Жужуй, Аргентина         | Грунт    | Андрес Молтени  | Хуан Пабло Амадо Диего Кристин            | 5-7 6-7(7)     |
| 3.  | 6 ноября 2010    | Росарио, Аргентина       | Грунт    | Андрес Молтени  | Пабло Гальдон Диего Кристин               | 3-6 6-2 [7-10] |
| 4.  | 28 ноября 2010   | Буэнос-Айрес, Аргентина  | Грунт    | Андрес Молтени  | Карлос Берлок Бриан Дабул                 | 6-7(4) 3-6     |
| 5.  | 14 августа 2011  | Арекипа, Перу            | Грунт    | Мартин Куэвас   | Дуильо Беретта Серхио Гальдос             | 4-6 0-6        |
| 6.  | 15 октября 2011  | Сукре, Боливия           | Грунт    | Серхио Гальдос  | Гильермо Карри Хоакин Хесус Монтеферрарио | 6-7(3) 4-6     |
| 7.  | 6 октября 2013   | Сан-Паулу, Бразилия      | Грунт    | Серхио Гальдос  | Роман Борванов Артём Ситак                | 4-6 6-7(3)     |
| 8.  | 28 сентября 2014 | Перейра, Колумбия        | Грунт    | Орасио Себальос | Николас Баррьентос Эдуардо Струвай        | 6-3 3-6 [9-11] |
| 9.  | 5 апреля 2015    | Сан-Луис-Потоси, Мексика | Грунт    | Серхио Гальдос  | Гильермо Дуран Орасио Себальос            | 6-7(4) 4-6     |
| 10. | 26 апреля 2015   | Сантус, Бразилия         | Грунт    | Андрес Молтени  | Максимо Гонсалес Роберто Майтин           | 4-6 6-7(4)     |

## История выступлений на турнирах
| Турнир                       | 2012  | 2013          | 2014          | 2015          | 2016  | 2017          | 2018          | 2019          | 2020          | 2021          | 2023  | Итог   | В/П за карьеру |
| ---------------------------- | ----- | ------------- | ------------- | ------------- | ----- | ------------- | ------------- | ------------- | ------------- | ------------- | ----- | ------ | -------------- |
| Турниры Большого шлема       |       |               |               |               |       |               |               |               |               |               |       |        |                |
| Открытый чемпионат Австралии | -     | 1Р            | -             | -             | 2Р    | 1Р            | 1Р            | 1Р            | 3Р            | 1Р            | 1Р    | 0 / 8  | 3-8            |
| Открытый чемпионат Франции   | К     | 2Р            | К             | К             | 2Р    | 1Р            | 2Р            | 2Р            | 2Р            | 2Р            | 2Р    | 0 / 8  | 7-8            |
| Уимблдонский турнир          | -     | 1Р            | -             | К             | 1Р    | -             | 3Р            | 1/4           | НП            | 1Р            | 3Р    | 0 / 6  | 8-6            |
| Открытый чемпионат США       | 1Р    | 1Р            | К             | 1Р            | 2Р    | 2Р            | 3Р            | 1Р            | 1Р            | 2Р            | 1Р    | 0 / 10 | 5-10           |
| Итог                         | 0 / 1 | 0 / 4         | 0 / 0         | 0 / 1         | 0 / 4 | 0 / 3         | 0 / 4         | 0 / 4         | 0 / 3         | 0 / 4         | 0 / 4 | 0 / 32 |                |
| В/П в сезоне                 | 0-1   | 1-4           | 0-0           | 0-1           | 3-4   | 1-3           | 5-4           | 5-4           | 3-3           | 2-4           | 3-4   |        | 23-32          |
| Олимпийские игры             |       |               |               |               |       |               |               |               |               |               |       |        |                |
| Летняя олимпиада             | -     | Не проводился | Не проводился | Не проводился | 1Р    | Не проводился | Не проводился | Не проводился | Не проводился | -             | НП    | 0 / 1  | 0-1            |
| Турниры Мастерс              |       |               |               |               |       |               |               |               |               |               |       |        |                |
| Индиан-Уэлс                  | -     | 1Р            | К             | -             | 3Р    | 2Р            | 1Р            | 3Р            | НП            | 2Р            | 2Р    | 0 / 7  | 6-7            |
| Майами                       | -     | 2Р            | 1Р            | -             | 1Р    | 3Р            | 1Р            | 2Р            | НП            | -             | 2Р    | 0 / 7  | 4-7            |
| Монте-Карло                  | -     | -             | -             | -             | 1Р    | -             | 1Р            | 1/4           | НП            | 1Р            | -     | 0 / 4  | 3-4            |
| Мадрид                       | -     | -             | -             | -             | 1Р    | -             | -             | 2Р            | НП            | 1Р            | -     | 0 / 3  | 1-3            |
| Рим                          | -     | -             | -             | -             | 1Р    | -             | -             | 1Р            | 1Р            | -             | 2Р    | 0 / 4  | 1-4            |
| Монреаль/Торонто             | -     | -             | -             | -             | -     | -             | -             | 3Р            | НП            | -             | -     | 0 / 1  | 2-1            |
| Цинциннати                   | -     | -             | -             | -             | K     | -             | -             | 2Р            | -             | 3Р            | -     | 0 / 2  | 3-2            |
| Шанхай                       | -     | -             | -             | -             | 1Р    | -             | -             | 1Р            | Не проводился | Не проводился | -     | 0 / 2  | 0-2            |
| Париж                        | -     | -             | -             | -             | 1Р    | K             | K             | -             | -             | -             | -     | 0 / 1  | 0-1            |
| Статистика за карьеру        |       |               |               |               |       |               |               |               |               |               |       |        |                |
| Проведено финалов            | 0     | 0             | 0             | 0             | 1     | 1             | 1             | 2             | 0             | 0             | 0     |        | 5              |
| Выиграно турниров АТП        | 0     | 0             | 0             | 0             | 0     | 0             | 0             | 1             | 0             | 0             | 0     |        | 1              |
| В/П: всего                   | 0-1   | 7-13          | 3-4           | 1-4           | 16-23 | 16-18         | 25-22         | 36-25         | 7-10          | 8-18          | 9-13  |        | 128-151        |
| Σ % побед                    | 0 %   | 35 %          | 43 %          | 20 %          | 41 %  | 47 %          | 53 %          | 59 %          | 41 %          | 31 %          | 41 %  |        | 46 %           |

К — проигрыш в квалификационном турнире.